# Krknjaš Mali
Koordinati:   43°26′30″N, 16°10′41″E
Krknjaš Mali je majhen nenaseljen otoček v Jadranskem morju; pripada Hrvaški.
Krknjaš Mali leži vzhodno od otočka Drvenik Veli in severno od otočka Krknjaš Veli. Južno od otočka leži Šoltski kanal vzhodno pa Splitski kanal. Površina otočka meri 0,033 km². Dolžina obalnega pasu je 0,72 km. Najvišji vrh je visok 12 mnm.